# Ludisches Handeln
Ludisches Handeln (von lat. ludus: Spiel) bezeichnet spielerisches, oft expressives Verhalten, das nicht strikt regel- oder zweckgebunden ist. Es fördert kreative Prozesse und kann komplexe Lernvorgänge unterstützen. In Bereichen wie IT und Medien gilt ludisches Handeln als wichtige Quelle für Innovationen, da es ermöglicht, bestehende Strukturen zu hinterfragen und neue Lösungen zu entwickeln. 

## Ludisches Handeln als Kreativhandeln
Ludisches Handeln steht teils im Gegensatz zum funktionalen Arbeitshandeln und zum ritualisierten Sozialverhalten. Teils füllt es die Spielräume rituellen Verhaltens kreativ aus und ergänzt das Arbeitshandeln durch spielerisches Ausprobieren. Es ermöglicht dabei komplexe Lernprozesse und geht oft einer zielgerichteten Problemlösung voraus oder optimiert diese, kann aber auch dekompositorischen Charakter tragen, d. h. tradierte Formen spielerisch demontieren wie etwa in den Lautgedichten des Dadaismus („Unsinnspoesie“).
Das ludische Handeln ist häufig nicht-intentional. In seiner intentionalen Form ist es oft auf die Beherrschung einer besonderen Meisterschaft bei der Bewältigung künstlich geschaffener Schwierigkeiten gerichtet (z. B. beim Computerspiel).
Kreativitätsbetontes ludisches Handeln ist abzugrenzen von Gamification als leistungssteigernder nicht-monetärer Anreiz- und Motivationsstrategie in einem konkurrenzbetonten Zusammenhang, wie sie z. B. bei virtuellen Wettkämpfen zur Erstellung von Mitarbeiterrankings im Vertrieb oder anderen Unternehmensbereichen zur Anwendung gelangt.
„Kindliche“ Erwachsenenbeschäftigungen wie das Ausmalen von Malbüchern zur Entspannung oder das Lösen von Sudokus zum „Zeittotschlagen“ sind nicht unbedingt als Formen des ludischen Handels anzusehen; oft richten sie sich nach festen Regeln oder Vorgaben und es fehlt ihnen ein kreatives Element.

## Ludisches Handeln und Innovation
Ludisches Handeln war immer schon eine wichtige Quelle von Innovationen und ist es heute insbesondere im IT- und Medienbereich, wo es wiederum zahlreiche Spielanwendungen hervorbringt. Dagegen gelten feste organisatorische Strukturen, Grenzen, Regeln und Standards als innovationsbeschränkend. In diesem Zusammenhang spricht Stefan Derpmann von ludischem Innovationsverhalten als innovationsbegünstigendem Faktor, der Systemgrenzen sprengt und durch den neue Regeln und Routinen erprobt werden können, während er Organisationen als bevorzugte Orte der Innovation infrage stellt. Steffen Roth von der ESC Rennes School of Business spricht von Gamification of innovation. Auch in die Theorie des Entrepreneurship und in die Managementtheorie hält das Konzept des ludischen Innovationsverhaltens Einzug: So wird z. B. von Gamification of crowdsourcing oder von Lego serious play gesprochen. In eine ähnliche Richtung weist das Konzept des Design Thinking, das eine spielerische Haltung erfordert, welche den Ballast des Vorgegebenen und Angeeigneten (vor allem in Form der etablierten technischen und Softwarelösungen) abstreift. Innerhalb der ludologischen Austauschtheorie von Jens Junge wird deutlich, wie Individuen und soziale Systeme spielerisch Veränderungen für sich und ihren Verantwortungsbereich über drei Veränderungsebenen und in Bezug auf ein Referenzsystem gestalten.
Johan Huizinga, der auf die zentrale kulturformende Wirkung des Spiels hinwies, prägte auch den Begriff des Puerilismus für von ihm als infantil eingeordnetes Verhalten Erwachsener in der Moderne. Hierzu zählt er das Bedürfnis nach banaler Zerstreuung und die Sucht nach Sensationen. Kulturschädigend sei allein die Verwechselung von Spiel und Ernst.